# Domenico Rolla
Domenico Rolla (Arcola, 19 gennaio 1908 – Roma, 1954) è stato un partigiano e politico italiano.
Antifascista di matrice comunista, combatté nella Guerra di Spagna, in Etiopia a sostegno dei ribelli al governo italiano e infine nella Guerra di liberazione.

## Biografia
Di professione meccanico, fece parte dell'organizzazione comunista clandestina. Per la sua attività antifascista nel 1931 dovette espatriare in Francia.
Nel 1936 Rolla partecipò in Spagna alla Guerra civile in difesa della repubblica. Combatté a Pelausthan e a Cenicientos con la Centuria "Gastone Sozzi" e fu poi, come sergente del Battaglione Garibaldi, sul fronte di Madrid. Venne ferito a Casa de Campo nell'aprile del 1937. Rimessosi in sesto, combatté sul fronte dell'Ebro, col grado di tenente e lo pseudonimo di Bruno. Finita la guerrà ritornò in Francia, dove venne internato nei campi di Saint-Cyprien e di Gurs.
Rolla nel 1939 riuscì a evadere, e fu inviato dal Comintern sul fronte della guerra di Etiopia in appoggio alla Resistenza locale.
Qui si unì ad altri esponenti dell'Internazionale Comunista, i cosiddetti "tre apostoli": Rolla era Petrus, il livornese Ilio Barontini era Paulus e il triestino Anton Ukmar era Johannes. 
Il gruppo degli "apostoli" fondò il foglio La Voce degli Abissini ed addestrò e organizzò i ribelli etiopici.
Sconfitto, si rifugiò in Sudan e poi nuovamente in Francia, dove fu internato nel campo di Le Vernet. Nel momento in cui la Francia cadde sotto il controllo dei nazisti e si ebbe l'ascesa al potere del governo Petain fu consegnato alla polizia italiana, che lo destinò al confino. Immediatamente a seguito della caduta del Fascismo e dell'armistizio prese parte alla Guerra di liberazione come membro della Resistenza abruzzese, assumendo il nome di battaglia di "Carlo".
Dopo la guerra continuò l'impegno politico nel PCI, dirigendo la federazione di Viterbo.